# City-Flug
Die City-Flug GmbH (anfangs auch DUS-Flugdienst) war eine deutsche Fluggesellschaft mit Sitz in Düsseldorf und Mönchengladbach.

## Geschichte und Flugziele
Die Gründung der City-Flug erfolgte 1975; das Unternehmen betätigte sich von Düsseldorf und Mönchengladbach aus im Geschäftsflugzeugcharter, war aber auch als luftfahrttechnischer Betrieb aktiv.
Nachdem die DLT 1980 den Linienverkehr zwischen den Flughäfen Paderborn und Frankfurt eingestellt hatte, übernahm die Paderborner Flight Travel Service, an der sowohl die Nixdorf Computer AG als auch der Kreis Paderborn Anteile hielten, die Zuständigkeit für die Aufrechterhaltung der Verbindung. Da die Flight Travel Service allerdings selbst nicht im operativen Flugbetrieb tätig war, ließ sie die Strecke nach einer Ausschreibung von der City-Flug bedienen. Neben Paderborn – Frankfurt flog Letztere zwischen Herbst 1981 und Frühjahr 1982 auch auf der Route Frankfurt – Eindhoven – Enschede und überdies verband die City-Flug unter der Markenbezeichnung Deutscher Flugdienst Mönchengladbach und Metz.
Im Jahr 1982 wurde der Flugbetrieb jedoch eingestellt und das Unternehmen liquidiert; die RFG – Regionalflug kaufte im Rahmen einer Zwangsversteigerung eine von der City-Flug gepfändete Fairchild Swearingen Metro II und nahm damit die erste Maschine dieses Typs in ihre Flotte auf.

## Flotte
Die für die Jahre 1979 bis 1982 dokumentierte Flotte der City-Flug setzte sich aus den nachstehenden Maschinen zusammen; die zum Zeitpunkt der Betriebseinstellung verwendeten fünf Flugzeuge sind blau hinterlegt:
| Flugzeugtyp           | Anzahl | Luftfahrzeugkennzeichen ggf. Taufname | Baujahr | in     | außer  |
| Flugzeugtyp           | Anzahl | Luftfahrzeugkennzeichen ggf. Taufname | Baujahr | Dienst | Dienst |
| --------------------- | ------ | ------------------------------------- | ------- | ------ | ------ |
| Cessna 404            | 1      | D-IBFL                                | 1975    |        | 1982   |
| Cessna 421B           | 1      | D-IMMI                                | 1975    |        | 1982   |
| Cessna 500 Citation I | 5      | D-IAEV                                | 1977    |        | 1980   |
| Cessna 500 Citation I | 5      | D-ICCA                                | 1976    |        | 1980   |
| Cessna 500 Citation I | 5      | D-ICFA                                | 1975    |        | 1981   |
| Cessna 500 Citation I | 5      | D-IDAU                                |         |        | 1979   |
| Cessna 500 Citation I | 5      | D-IJON                                | 1977    | 1980   | 1981   |
| Cessna 501 Citation I | 1      | D-IHEY                                | 1978    |        | 1981   |
| Swearingen Merlin IVA | 2      | D-ICFB Mönchengladbach                | 1977    | 1981   | 1982   |
| Swearingen Merlin IVA | 2      | D-IEWK                                | 1975    | 1982   | 1982   |
| Swearingen Metro II   | 1      | D-IBCF                                | 1978    | 1981   | 1982   |